# Elliot Túpac
Elliot Urcuhuaranga Cárdenas (Lima, 1978), conocido como Elliot Túpac, es un pintor, cartelista, tipógrafo y muralista peruano.

## Biografía
De raíces huancaínas, desde adolescente aprendió el oficio de diseñador de carteles y serigrafista artesanal en el taller de su padre, Fortunato Urcuhuaranga, quien se dedicaba a la creación de afiches en estilo chicha para eventos musicales. Paralelamente realizó la carrera universitaria Ciencias de la Comunicación, sin éxito. Su formación artística fue autodidáctica, cultivando la cartelería y, con mayor énfasis, la tipografía y el lettering.
Ha participado en la producción artística de las películas Madeinusa (2006) y La teta asustada (2009), ambas de Claudia Llosa. También sus creaciones han sido publicadas en revistas, teniendo una portada en Somos, y ha expuesto en diversas galerías peruanas e internacionales. En 2010, la revista inglesa Creative Review realizó una reseña sobre su trabajo. Colaboró con Google para crear un doodle por Fiestas Patrias en 2017. Así mismo, ha trabajado con marcas como Puma, Dunkin Donuts, Saga, BBVA y Marca Perú.
Por otro lado, ha realizado murales en diferentes ciudades como Londres, Buenos Aires, Bogotá, Santiago de Chile, Valencia, entre otras. En 2015 se expuso Vibraciones en la galería Pepe Cobo, en el distrito de Barranco. Por otro lado, sin embargo, la Municipalidad Metropolitana de Lima, gobernada por el entonces alcalde Luis Castañeda Lossio, ordenó el borrado de diversos murales que decoraban el centro histórico de la capital peruana, entre los que se encontraban algunas obras de Túpac.
En marzo de 2020, en el contexto del estado de emergencia decretado por el gobierno peruano debido a la pandemia de COVID-19, liberó algunos de sus diseños que abogaban a favor de la cuarentena.